# Tame (Grand Manchester)
 (juillet 2014).
Si vous disposez d'ouvrages ou d'articles de référence ou si vous connaissez des sites web de qualité traitant du thème abordé ici, merci de compléter l'article en donnant les références utiles à sa vérifiabilité et en les liant à la section « Notes et références ».
Ne pas confondre avec la rivière du même nom qui coule dans les West Midlands : voir Tame (rivière).
La rivière Tame est un cours d'eau traversant le comté du Grand Manchester, en Angleterre, et un affluent du fleuve la Mersey. 
Cette rivière donne son nom au district de Tameside.